# Kim Feenstra
Kim Feenstra (Groningen, 23 agosto 1986) è una modella e attrice olandese, nota per aver vinto la seconda edizione del reality show Holland's Next Top Model.

## Biografia
Kim Feenstra è nata a Groninga il 23 agosto 1986. Grazie alla vittoria del programma ha vinto 50.000 euro, una Mercedes, la copertina sulla rivista Glamour e uno stage di tre mesi in Sudafrica per la Ice Models.

## Filmografia
- Son Osmanli Yandim Ali, regia di Mustafa Şevki Doğan (2007)
- Niemand in de stad regia di Michiel van Erp, (2018)